# Mặt cắt tán xạ
Mặt cắt tán xạ của một hạt vật chất là khái niệm đặc trưng cho khả năng mà dòng vật chất đi qua hạt này bị đổi hướng lan truyền. Nó được coi là diện tích vuông góc với dòng bức xạ, có tâm đặt tại hạt vật chất, mà trong vùng này mọi bức xạ đều bị đổi hướng và ngoài vùng đó bức xạ không bị đổi hướng.
Mặt cắt tán xạ có thứ nguyên là diện tích. Trong hệ đo lường quốc tế, nó được đo bằng mét vuông.

## Ví dụ
Ví dụ xét một quả cầu với bán kính r, đứng yên và một dòng các hạt nhỏ chiếu qua. Những hạt nào có đường đi nằm trong vùng diện tích hình tròn, là hình chiếu của quả cầu lên mặt phẳng vuông góc với dòng các hạt chuyển động, sẽ va vào quả cầu và bị lệch hướng. Diện tích này là πr2, và đó là mặt cắt tán xạ của quả cầu:
σ = πr2
Ví dụ khác, trong tán xạ Rutherford, mặt cắt tán xạ của các nguyên tử vàng đối với dòng hạt alpha có động năng E và số nguyên tử Z, được tính bởi Ernest Rutherford là:
{\displaystyle \sigma =\pi Z^{2}(ke^{2}/E)^{2}({\frac {1+cos\theta }{1-cos\theta }})}
với:
- e là điện tích nguyên tố
- k là hằng số tĩnh điện
- θ là góc tán xạ